# أمل الكحلوت
الدكتورة أمل الكحلوت هي عميد كلية العلوم بجامعة الأزهر في غزة، وتنتظر تحكيم أبحاثها للحصول على درجة الأستاذية، وحاصلة على جائزة الإيسيسكو في العلوم والتكنولوجيا لعام 2016 فرع الفيزياء.

## حياتها
في عام 1987 كان اسم أمل الكحلوت حاضراً في قائمة أسماء أوائل الثانوية العامة في فلسطين، فحصلت على منحتين دراسيتين، إحداهما في مصر والأخرى في الضفة الغربية، المنحة الثانية كانت لدراسة تخصص الهندسة، فاختارت المكان ورفضت التخصص، فبدأت بدراسة الفيزياء في جامعة بيرزيت، ولكن الأمور لم تسِر كما هو مخطط لها، فبعد وقت يسير من بدء الدراسة اندلعت الانتفاضة الأولى، فاضطرت إلى ترك الجامعة وقررت الاستفادة من المنحة التي حصلت عليها في الجامعات المصرية، فعادت إلى غزة حتى الحصول على التنسيق.

وفي عام 1992 حصلت الدكتورة أمل على درجة البكالوريوس في الفيزياء، ثم حصلت على درجة الماجستير من بريطانيا في عام 1999، ونالت درجة الدكتوراة من ألمانيا عام 2006، ثُم عملت بعد تخرجها من البكالوريوس مُعيدة في جامعة الأزهر في غزة، وتعمل منذ عام 2014 عميد كلية العلوم بجامعة الأزهر، وتنتظر تحكيم أبحاثها للحصول على درجة الأستاذية، وتجري أبحاثاً عن الطاقة الشمسية.

## جائزة الإيسيسكو
في عام 2016 رشّحت جامعة الأزهر بغزة الدكتورة أمل لوزارة التربية والتعليم للمنافسة على الجائزة، ولاحقاً وقع الاختيار عليها لنيل جائزة الإيسيسكو في العلوم والتكنولوجيا لعام 2016 فرع الفيزياء، عن أبحاثها الخاصة بالطاقة الشمسية، ومن المقرر أن يقوم مركز الإيسسكو بمنح الدكتورة أمل الجائزة وهي عبارة عن شهادة رسمية، وميدالية ذهبية، ومكافأة مالية مجزية، وذلك خلال الحفل الذي سيقام بمناسبة المؤتمر الإسلامي الثامن لوزراء التعليم العالي والبحث العلمي لعام 2016م بجمهورية مالي.

## روابط خارجية
- د.أمل الكحلوت تحصل على المرتبة الأولى بجائزة الإيسيسكو للعلوم لعام 2016م-قناة القدس على يوتيوب